# 安坑機廠
24°56′38″N 121°29′14″E / 24.94383°N 121.48717°E
安坑機廠是新北捷運安坑輕軌的一座機廠，站址位於新北市新店區設立的K01雙城站之前、安一路雙安隧道旁，於2023年通車啟用。

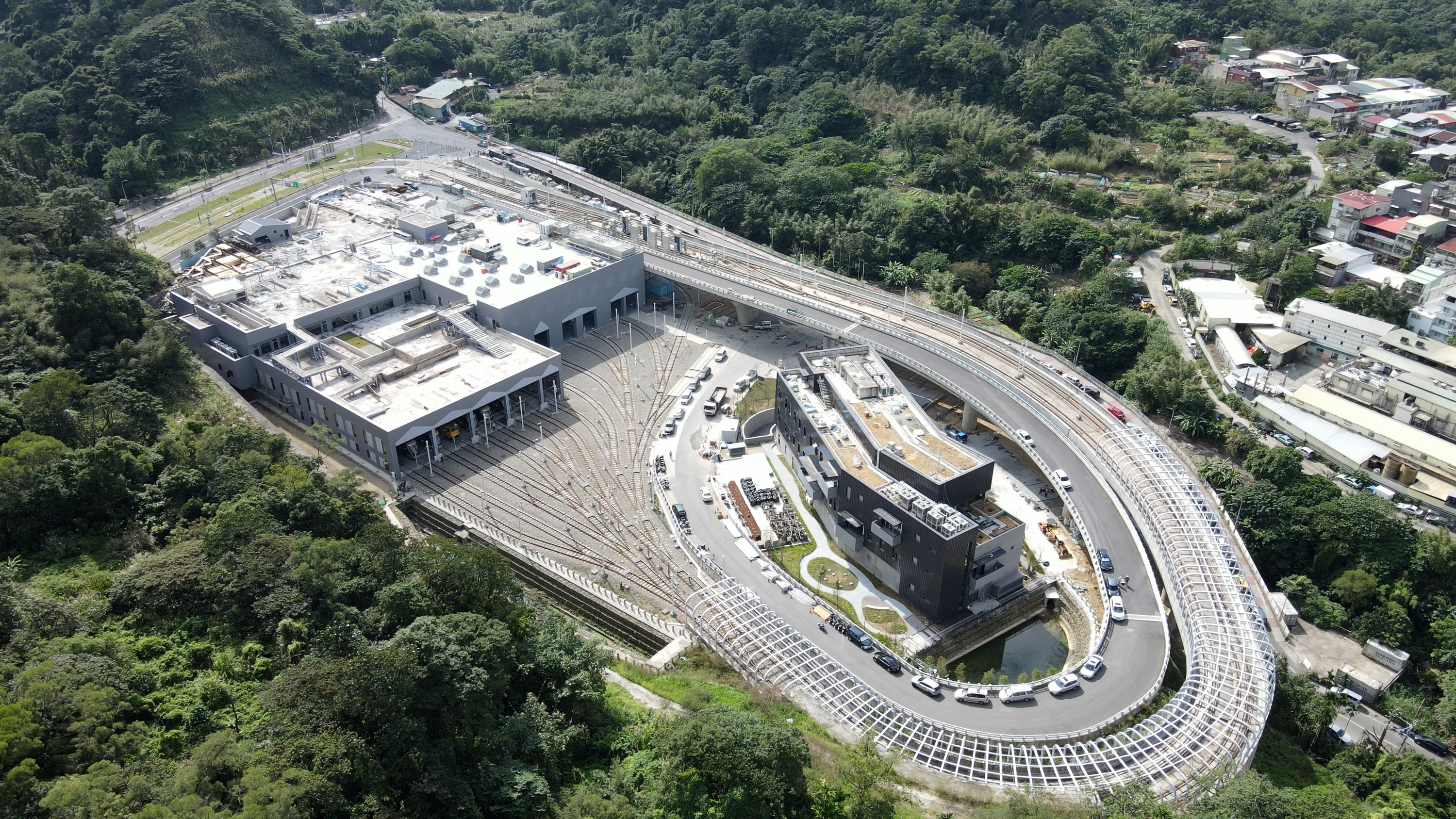
安坑機廠

## 簡介
- 地理位置：位於新北市新店區安泰路109號
- 廠房規模：三級維修廠。
- 面積：約2.6公頃。
- 駐車容量：可容納18列車。

## 歷史
- 2023年2月10日：雙城-十四張（莊敬高職）正式通車[2][3]，安坑機廠也随之启用。

## 外部連結
- 新北捷運工程局 安坑線 （页面存档备份，存于）